# Sardina pilchardus
Sardina pilchardus (Walbaum, 1792) nota in italiano come sardina o bianchetto (per le forme giovanili)  è un pesce osseo marino della famiglia dei Clupeidae e di grande interesse economico. È l'unica specie del genere Sardina.

## Distribuzione e habitat
Si rinviene nell'Oceano Atlantico orientale tra l'Islanda (rarissima) ed il Senegal; di solito non è presente più a settentrione del mar del Nord. È comune nel mar Mediterraneo (soprattutto la parte occidentale e l'Adriatico), è invece rara nel mar Nero e nel mar d'Azov. È una tipica specie pelagica che vive in acque aperte senza alcun contatto con il fondale e si può trovare sia lontano dalle coste sia, soprattutto durante la buona stagione, in acque basse e costiere. D'inverno si trova a profondità fino a 180 metri.

## Morfologia

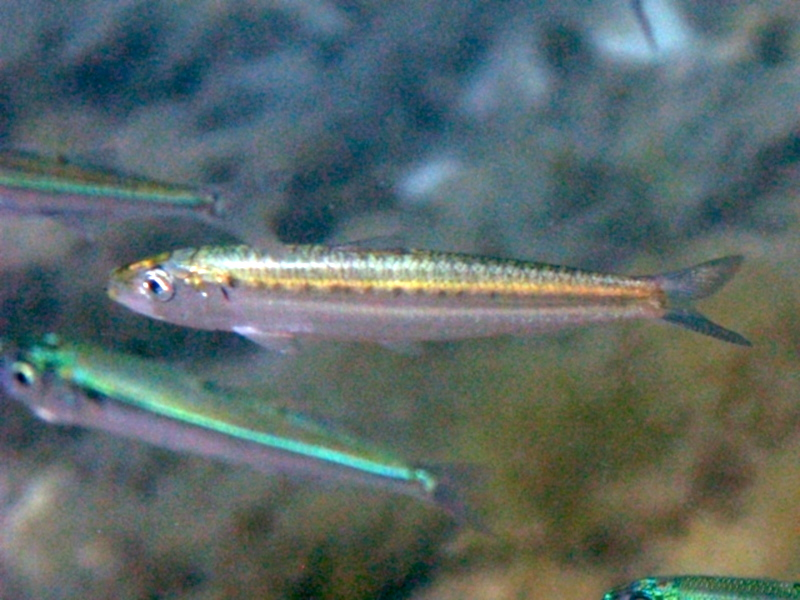
Esemplari fotografati in Sardegna

La sardina è spesso associata all'acciuga sia come stile di vita che come modalità di consumo e, talvolta, confusa con essa dal consumatore inesperto. In realtà le due specie di clupeiformi appartengono a famiglie diverse e hanno aspetto completamente differente. La sardina ha corpo affusolato ma più alto e più compresso lateralmente rispetto all'acciuga e sul ventre ha una fila di scaglie rigide ed appuntite (scutelli) che però non formano una vera carena, come avviene nello spratto. La testa è appuntita, con occhio piuttosto grande ricoperto da una palpebra adiposa simile a quella presente nella cheppia, nel cefalo comune o nel lanzardo. La bocca è grande (arriva sotto l'occhio), rivolta in alto, e la mandibola inferiore è più lunga della superiore. I denti sono minuscoli. Sull'opercolo branchiale sono presenti delle carene ossee disposte a ventaglio. Le scaglie sono grandi e vengono perdute facilmente al semplice contatto. Le pinne non hanno raggi spinosi.
La pinna dorsale, breve, è posta alla metà del corpo; la pinna anale è molto più arretrata, quasi sul peduncolo caudale, è più lunga e bassa, con i due raggi più posteriori ingrossati e più lunghi degli altri. Le pinne pettorali sono abbastanza grandi, inserite molto in basso, vicino al bordo ventrale; le pinne ventrali sono sulla verticale del centro della dorsale (a differenza che nello spratto in cui sono poste sotto l'origine della dorsale). La pinna caudale è biloba. Il colore dell'animale vivo è verdastro o azzurro iridescente sul dorso, argenteo sui fianchi e biancastro sul ventre. Lungo la parte dorsale dei fianchi sono allineate alcune macchioline nere, spesso poco visibili. Raggiunge i 27 cm di lunghezza nel Mediterraneo occidentale e i 30 cm nell'Atlantico, la lunghezza comune è di 15–20 cm.

## Biologia
È una specie gregaria in ogni stadio vitale che forma banchi molto fitti e disciplinati, composti da centinaia o migliaia di individui. Le sardine si riuniscono in banchi assieme ad individui di altre specie di taglia simile come acciughe, altri Clupeidae e perfino giovanili di tonno rosso e palamita. Effettua migrazioni nictemerali: di giorno si mantiene in genere in acque profonde (25–55 m), spostandosi verso la superficie durante la notte (15–35 m). La durata massima della vita è di 5 anni nel mar Mediterraneo e può raggiungere i 14 nell'Atlantico.
La sardina si nutre esclusivamente di plancton, soprattutto zooplancton e in particolare crostacei copepodi del genere Calanus. Le larve invece consumano soprattutto fitoplancton. Si alimenta nelle ore diurne, soprattutto serali, ma non di notte. Non è un filtratore come altri Clupeidae ma dà la caccia alle singole prede.
Si riproduce tutto l'anno con un massimo in inverno. Le uova sono pelagiche e ogni femmina ne può deporre fino a 80 000. Le larve si schiudono dopo qualche giorno: sono trasparenti e hanno la pinna dorsale molto arretrata. A 3–4 cm prendono la colorazione adulta e vengono chiamate gianchetti o bianchetti. La maturità sessuale è raggiunta a 1 o 2 anni di età..

## Pesca

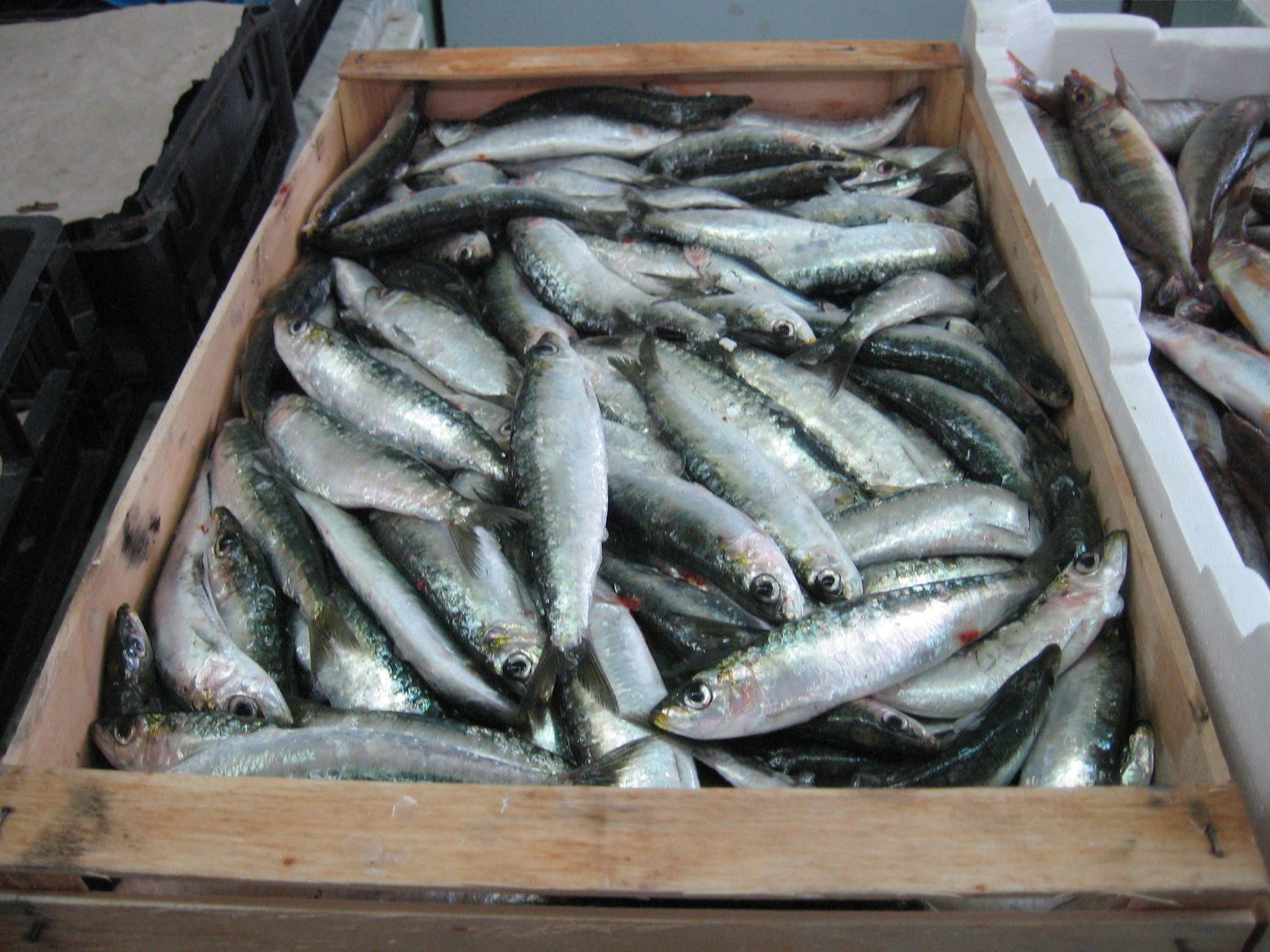
Alcuni esemplari pescati

Questa specie ha un'elevatissima importanza per la pesca commerciale mediterranea e dell'Europa meridionale atlantica. Viene catturata soprattutto con la rete da circuizione denominata ciànciolo in cui i banchi vengono attratti con l'ausilio di potenti luci. Talvolta vengono utilizzate reti da posta derivanti (menaide).
È oggetto, soprattutto nel Mar Adriatico, di sovrapesca. Si stima che la sola flotta di Chioggia in estate rigetti in mare tra le 6 e le 9 tonnellate al giorno di sardine e acciughe morte, per ogni coppia di navi, a causa del prezzo di mercato non remunerativo. Gli stock ittici si sono notevolmente ridotti nell'arco degli ultimi decenni.

## In cucina
Per le sue qualità viene consigliata dai nutrizionisti nella dieta mediterranea e dai cardiologi nella prevenzione delle cardiopatie specie nelle persone affette da ipercolesterolemia, in quanto particolarmente ricca di acidi grassi essenziali omega 3.

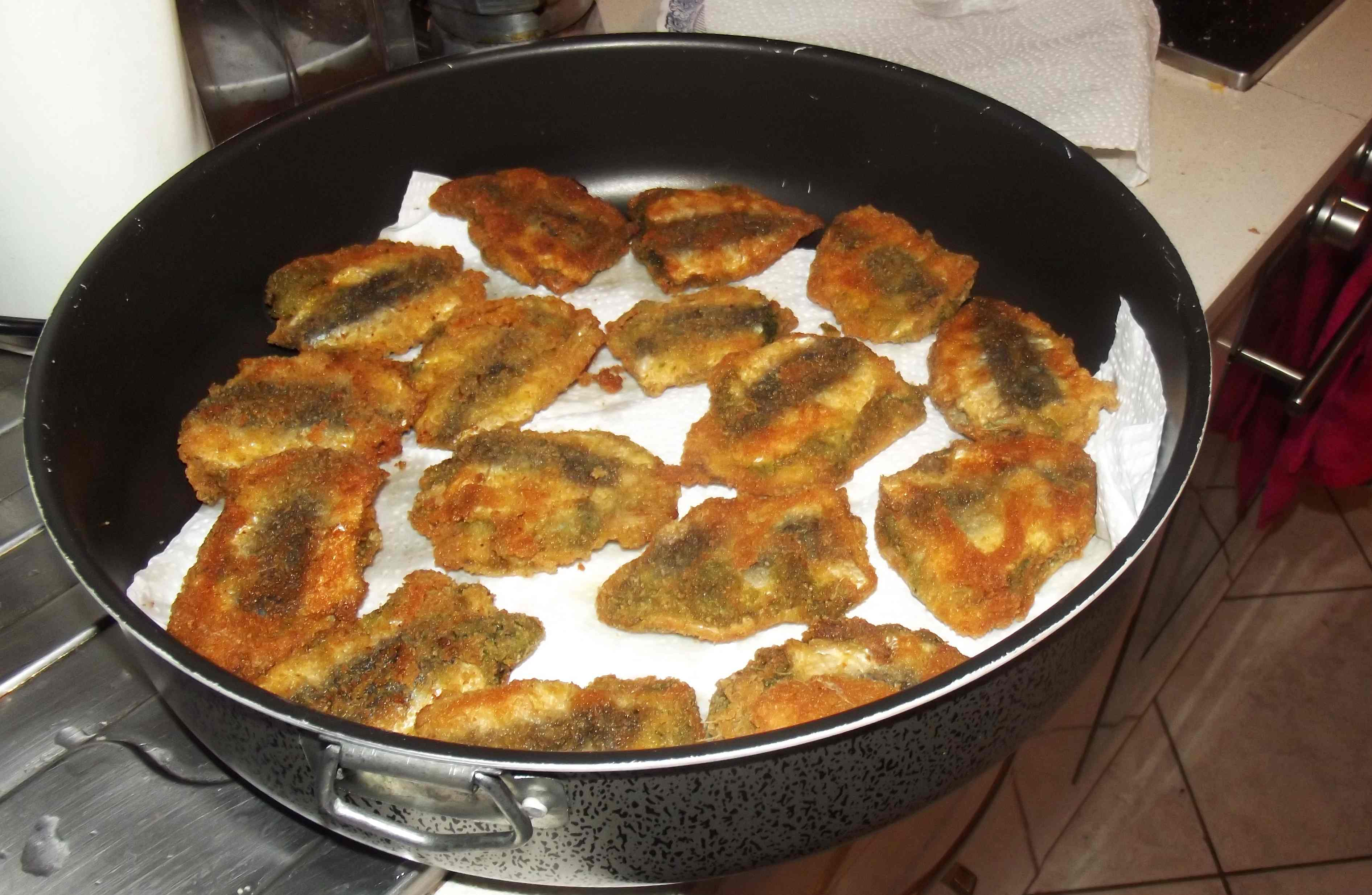
Teglia di sarde ripiene impanate e fritte.

Sono l'alimento più ricco di EPA e DHA (2.35 e 1.73 per 100 mg di prodotto fresco), ma anche di acido arachidonico.
È molto usata a Palermo e nel resto della Sicilia per preparare la famosa ricetta della pasta con le sarde alla palermitana oppure la sarda a beccafico. Oppure, quando le carni sono fresche, la sarda viene marinata. La marinatura può essere fatta in aceto di vino rosso o limone. È molto apprezzata anche fritta panata nella farina di grano duro o arrostita alla brace.
In Romagna, in particolare nella zona di Cervia, è usata per la ricetta delle sarde in cotoletta, in cui le sarde, dopo essere state private delle lische, vengono dapprima bagnate nell'uovo sbattuto, poi ricevono una doppia panatura a base di pangrattato o di un misto di farine di grano e mais e, infine, vengono fritte nell'olio d'oliva. Possono essere servite con zucchine e melanzane arrostite.
In Veneto è usata per la ricetta delle sarde in saor, piatto tipico veneziano con cipolle cotte nell'aceto uvetta e pinoli; in provincia di Treviso vi è la sagra la festa dea sardea.
In Liguria le sardine sono la base delle tradizionali sarde ripiene, costituite da filetti di sardina farciti con un impasto a base di ortaggi da foglia quali lattuga, bietole o spinaci.